# 晓龙乡
晓龙乡，是中华人民共和国江西省赣州市会昌县下辖的一个乡镇级行政单位。

## 行政区划
晓龙乡下辖以下地区：
晓龙社区、晓龙村、田尾村、里田村、庙背村、高兰村、晓村、塘头下村、桂林村、上堡村和倒圳村。